# Karavana (román)
Karavana (gruzínsky ქარავანი) je nejznámější román gruzínského spisovatele Džemala Kharčchadze. V románě z divadelního prostředí čtenář sleduje životní zrání mladého začínajícího herce. Román patří ke stěžejním dílům magického realismu.